# Cànaco di Sicione
Cànaco di Sicione (Sicione, VI secolo a. C. – VI secolo a. C.) è stato uno scultore greco antico.

## Biografia
Cànaco di Sicione nacque nel Peloponneso e fu attivo nella seconda metà del VI secolo a. C.
Le documentazioni storiche non ci forniscono molte informazione riguardanti la sua personalità artistica e sulle sue opere.
È documentata la sua collaborazione con l'argivo Hageladas ad un gruppo rappresentante tre Muse.
Nella tradizionale tecnica di in avorio e oro realizzò una statua di Afrodite per il santuario di Sicione, statue di fanciulli a cavallo e altre sculture.
Il suo capolavoro fu il colossale simulacro di Apollo Filesio nel tempio di Mileto, noto da riproduzioni di età romana (del quale esisteva una riproduzione in legno di cedro nel tempio di Apollo Ismenio a Tebe).
La statua è riprodotta su alcune monete e gemme e su un rilievo proveniente dal teatro della città; un altro rilievo, sempre originario di Mileto, raffigura la testa del dio, con i riccioli sulla fronte disposti in tre file e ciocche di capelli ricadenti sul petto; il volto doveva essere costruito con essenziali linee di contorno, così come nella resa anatomica del corpo il modellato doveva essere vigoroso, senza troppa minuzia dii particolari.
Alcuni bronzetti ci danno, con lo schema della figura, un'idea dell'opera originale: tra questi il più conosciuto è l'Apollo di Piombino al Museo del Louvre.

## Opere
- Gruppo rappresentante tre Muse;
- Apollo Filesio, tempio di Mileto;
- Statua crisoelefantina di Afrodite, Sicione;
- Fanciulli a cavallo e altre sculture.